# Mihai Bodnar-Bodnărescu
Mihai Bodnar-Bodnărescu (říjen 1816 – 1867) byl rakouský politik rumunské národnosti z Bukoviny, během revolučního roku 1848 poslanec Říšského sněmu.

## Biografie
Patřil do vlivného rodu Bodnarů, do něhož náleželi mj. Nicolae Bodnar (1777–1846), který bojoval v rakouské armádě, Miron Bodnărescu (katolický biskup ve Lvově) nebo básník a spisovatel Samson Bodnărescu (1840–1901). Roku 1849 se uvádí jako Michael Bodnar, majitel hospodářství v obci Voitinel (Woytinell).
Během revolučního roku 1848 se zapojil do veřejného dění. Vydal veřejné prohlášení nazvané Našim bratrům rolníkům v Bukovině. V prohlášení se kromě požadavků na rolnické svobody podporovalo rovněž oddělení Bukoviny od Haliče.
Ve volbách roku 1848 byl zvolen i na ústavodárný Říšský sněm. Zastupoval volební obvod Rădăuți. Tehdy se uváděl coby majitel hospodářství. Řadil se ke sněmovní levici. Patřil mezi čtyři bukovinské poslance rumunské národnosti. Podle jiného zdroje ale Bodnar-Bodnărescu společně s poslancem Mironem Ciupercovici byli jedinými uvědomělými Rumuny (na rozdíl od ostatních poslanců z Bukoviny, rumunských i ukrajinských, rovněž byli tito dva jako jediní gramotní). Nepodpořil zemskou petici (Landespetition), se kterou se někteří představitelé Bukoviny dostavili za císařem do Olomouce a žádali ho o obnovení zemské samosprávy a oddělení Bukoviny od Haliče.
Po rozpuštění parlamentu byl aktivní ve veřejném životě své rodné obce. V roce 1850 se spolupodílel na založení prvních soukromých škol v okolí Gălănești.